# Zlatična pajčevinka
Zlatična pajčevinka (znanstveno ime Hypomyces chrysospermus) je gliva iz rodu pajčevink (Hypomyces).

## Značilnosti
Zlatična pajčevinka najbolj pogosto napade gobane oziroma cevarke. Sprva jih oprede s tanko belkasto plastjo, ki nato postane zlata in nazadnje rdečkasto rjava. Meso gostitelja se v tretji fazi zmehča in zgnije. Včasih napade tudi podvihanke (Paxillus) in koreninke (Rhizopogon).

## Mikroskopske značilnosti
Trosi so v beli fazi ovalni in gladki ter merijo 10–30 x 5–12 μm, v rumeni fazi pa so bradavičasti, okrogli in z debelejšo steno ter imajo premer 10–25 μm. Ti dve stopnji sta nespolni, medtem ko je zadnja stopnja spolna; tu so trosi vretenaste oblike in merijo 25–30 x 5–6 μm.
Trosi iz nespolne faze se imenujejo konidiji in aleuriospore. Slednje so vrsta konidijev, ki nastanejo ob razpadu micelija pajčevinke v rumen prah.

## Podobne vrste
Pajčevinke so si podobne a se razlikujejo po gostitelju. Tako na primer rdečkasta pajčevinka (Hypomyces lateritius) zajeda mlečnice in sirovke (Lactarius)

## Uporabnost
Neužitna in bi lahko bila strupena.
V tradicionalni kitajski medicini se uporablja za zaustavitev krvavitev z lokalno aplikacijo na odprte rane.

## Galerija slik
- Bela faza okužbe
- Mešički s trosi
- Aleuriospore iz rumene faze